# Takahamská jaderná elektrárna
Takahamská jaderná elektrárna (japonsky 高浜原子力発電所) je provozní jaderná elektrárna v Japonsku. Elektrárna se nachází na západě japonského ostrova Honšú na pobřeží Japonského moře poblíž stejnojmenné vesnice v prefektuře Fukui. Elektrárna provozuje 4 jaderné reaktory, jejichž celkový hrubý výkon čítá 3392 MW. Elektrárnu vlastní a provozuje společnost Kansai Electric Power Company.

## Historie a technické informace

### Počátky
Počínaje rokem 1966 plánovala Kansai Electric Power Company svou třetí jadernou elektrárnu ve své zásobovací oblasti kolem Ósaky. Jako možné lokality byly zmíněny Takahama v prefektuře Fukui, Hidaka v prefektuře Wakajama a Kasumi v prefektuře Hjógo. Pouze Takahama a Hidaka byly geologicky prozkoumány a nakonec zahrnuty do výběru lokality; Kasumi mělo být vyhrazeno pro budoucí projekty. Elektrárna měla být postavena do roku 1970, proto společnost rychle přistoupila k nákupu příslušných pozemků. Do roku 1967 bylo získáno přibližně 40 % půdy potřebné v Takahamě. Na druhou stranu Hidaka nebyla jistá, protože lokalita se zdála být velmi problematická vzhledem ke své poloze ve vnitrozemí a ne u moře, kde by měla dostatek vody, na druhou stranu ale byla blízko Ósaky. Projekt byl zpočátku omezen na jeden reaktor o výkonu zhruba 500 MW. V roce 1967 to však bylo změněno na 700 MW. V roce 1968 byla jako lokalita vybrána Takahama, protože na jedné straně byl nákup pozemků téměř kompletně dokončen a na druhé straně to byla jediná lokalita, která mohla poskytnout vhodné možnosti chlazení reaktorů.

### Blok 1 a 2
V roce 1969 byly plány elektrárny opět upraveny a výkon reaktoru byl zvýšen na 800 MW. I když stále nebylo jasné, jaký reaktor bude postaven, už se spekulovalo, že zakázku dostane Westinghouse společně s Mitsubishi. Westinghouse měl dodat a postavit veškeré primární zařízení, Mitsubishi sekundární okruh. Rozsah dodávky Westinghouse zahrnoval mimo jiné tlakovou nádobu reaktoru, parogenerátory, přidružená oběžná čerpadla s potrubím a palivo pro počáteční plnění aktivní zóny. Zakázku na elektrárnu obdržel Westinghouse v témže roce. Byl to dosud největší blok elektrárny, který Westinghouse exportoval a největší elektrárna v Asii. Cena díla byla očekávána ve výši 183,3 milionů dolarů. Přípravné práce byly z velké části dokončeny do 30. září 1969 a stavební povolení požadované v červnu bylo schváleno 12. prosince 1969.
V roce 1970 byla japonská komise pro atomovou energii naléhavě požádána o povolení pro druhý, identický blok elektrárny. Stejně jako v prvním bloku měly primární systémy pocházet od Westinghouse, sekundární systémy od Mitsubishi. Náklady na blok činily 182 milionů dolarů, z toho 29 milionů na počáteční zatížení aktivní zóny, 153 milionů na samotnou elektrárnu. Protože společnost plánovala získat reaktor ze Spojených států amerických, v roce 1969 schválila export-import Bank of USA odpovídající úvěry na druhý blok v Takahamě a na dva reaktory v jaderné elektrárně Ói za 183 milionů dolarů. Plány však byly změněny a dodávka veškerého vybavení včetně primárního okruhu pro druhý blok byla zadána Mitsubishi. Co se stalo s finančními prostředky banky není známo.

#### Výstavba
Stavba prvního bloku začala 25. dubna 1970, stavba druhého bloku začala 9. března 1971. Ve skutečnosti byla výstavba Takahamy velkým úspěchem pro jaderný průmysl. Na jedné straně lokalita ukázala, že je možné postavit lehkovodní reaktor kdekoli na světě, i v tom nejnevhodnějším terénu a na druhé straně kvůli velké časové úspoře při výstavbě 1. bloku. Celý blok by mohl být postaven do čtyř let a pěti měsíců a výrazně předčil harmonogram. Palivo pro první blok bylo do Japonska dodáno lodí v roce 1973 a přepraveno do Takahamy šesti kamiony, z nichž každý podnikl sedm cest mezi přístavem a jadernou elektrárnou.

#### Uvedení do provozu
Podle plánů z roku 1969 měl být první blok online v srpnu 1974. První blok byl poprvé připojen k síti 27. března 1974 a v komerčním provozu byl od 14. listopadu 1974. Blok však musel být v lednu znovu stažen ze sítě, protože více než 20 000 medúz denně blokovalo vstup do kondenzátorových čerpadel. V důsledku toho společnost Kansai Electric Power Company oznámila modernizaci za 700 000 dolarů, aby se medúzy nedostaly do přívodů, zejména v nadcházejících letních měsících roku 1975. Dne 71. ledna 1975 byl druhý blok připojen k elektrické síti, následně byl 14. listopadu 1975 uveden do komerčního provozu. Dne 30. listopadu 1976 začalo splácení úvěru na blok 2 a dva bloky jaderné elektrárny Ói. Úrok byl 8 %. Za půjčku se zaručila Japonská banka pro rozvoj. Splácení mělo probíhat v devíti splátkách každých šest měsíců. V prvních letech však bylo provozní chování elektrárny přesvědčivé jen částečně. Ve skutečnosti byl první blok velmi často odpojován ze sítě kvůli technickým problémům, zatímco druhý blok byl jedním z nejproduktivnějších v Japonsku.

### Blok 3 a 4
V roce 1975 se začal plánovat třetí a čtvrtý blok. V témže roce bylo požádáno o posouzení vlivů na životní prostředí. Vedení prefektury Fukui však posuzování zablokovalo. V roce 1978 však byla výstavba schválena, i když poslední slovo o projektu měla japonská vláda. To otevřelo cestu pro Kansai Electric Power Company, aby formálně požádala o stavební povolení pro Takahama 3 a 4. Povolení bylo uděleno v roce 1980.

#### Výstavba
Třetí blok se oficiálně začal stavět dne 12. prosince 1980, čtvrtý blok dne 19. března 1981. Oproti předchozím modelům reaktorů byl při výstavbě 3. bloku jaderné elektrárny Ikata od Mitsubishi Heavy Industries byl zaveden plnotlaký kontejnment, který je na rozdíl od amerických kontejnmentů stabilnější a nabízí větší odolnost vůči zemětřesení. Tento kontejnment byl použit ve všech následných tlakovodních reaktorech po 3. bloku Ikata, bez ohledu na velikost a konfiguraci primárních okruhů. Byl použit i v blocích 3 a 4 jaderné elektrárny Takahama, která byla kromě již zmíněných technických výhod postavena standardizovaně, což masivně zkrátilo dobu výstavby. Konfigurace je stejná jako u jaderné elektrárny Sendaj.

#### Uvedení do provozu
odle plánů z roku 1980 měl být třetí blok připojen k síti v srpnu 1984 a čtvrtý blok v únoru 1985. 3. blok byl poprvé připojen k síti 9. května 1984, poté 4. blok dne 1. listopadu 1984. 3. blok byl uveden do komerčního provozu 17. ledna 1985, 4. blok následoval 5. června 1985. Doba od nalití prvního betonu do první kritičnosti pro blok 3 byla přibližně 39 měsíců a byl postaven v mezinárodně rekordním čase. Pro srovnání, reaktory ve Francii se stavěly v průměru 70 měsíců a ve Spojených státech amerických v průměru 135 měsíců. S tak krátkými časy výstavby bylo Japonsko také jedním ze světových lídrů v rychlé realizaci projektů jaderných elektráren.

### Zemětřesení a tsunami v Tóhoku 2011
V důsledku havárie reaktoru Fukushima-Dajiči z 11. března 2011 musely všechny reaktory, které byly odstaveny z důvodu běžné údržby, projít zátěžovým testem, než se mohly vrátit do provozu. Blok 4 byl již od 21. července 2011 odpojen z důvodu inspekce a blok 3 byl posledním reaktorem Kansai Electric Power Company, který byl 21. února 2012 odpojen pro běžnou údržbu. Dne 29. května 2013 bylo oznámeno, že bloky 3 a 4 jaderné elektrárny Takahama budou v červenci opět online poté, co 18. července 2013 vstoupí v platnost nové předpisy pro jaderné elektrárny.
Dne 12. února 2015 dal Úřad jaderného dozoru souhlas k restartu obou bloků. Dne 29. ledna 2016 v 17:00 zahájila společnost Kansai Electric Power Company spouštění reaktoru v bloku 3, který dosáhl kritického stavu v 6:00 ráno 30. ledna. Ve 14:00 1. února 2016 se blok resynchronizoval s elektrickou sítí a začal vyrábět elektřinu. Po opětovném zprovoznění dalšího bloku, Takahama-4, společnost Kansai Electric Power Company očekávala, že oba bloky poprvé za pět let vygenerují zisk 150 miliard jenů. Dne 4. února 2015 blok Takahama-4 opět běžel v plné zátěži.
V červenci 2023 byl restartován blok 1. Druhý blok následoval 15. září 2023.

### Zemětřesení na poloostrově Noto 2024
Elektrárnu dne 1. ledna 2024 zasáhlo zemětřesení o síle 7,4 Richterovy stupnice. Nebylo však ohlášeno žádné poškození.

### Incidenty
Dne 5. března 2014 došlo při odstávce jaderné elektrárny Takahama k požáru třetího energetického bloku jaderné elektrárny, jehož opětovné spuštění bylo plánováno v roce 2015. Nikdo nebyl požárem zraněn a nedošlo k žádným únikům radiace.

## Informace o reaktorech
| Reaktor    | Typ reaktoru      | Výkon  | Výkon  | Zahájení výstavby | Připojení k síti | Uvedení do provozu | Uzavření |
| Reaktor    | Typ reaktoru      | Čistý  | Hrubý  | Zahájení výstavby | Připojení k síti | Uvedení do provozu | Uzavření |
| ---------- | ----------------- | ------ | ------ | ----------------- | ---------------- | ------------------ | -------- |
| Takahama-1 | Westinghouse M312 | 780 MW | 826 MW | 25. 4. 1970       | 27. 3. 1974      | 14. 11. 1974       |          |
| Takahama-2 | Westinghouse M312 | 780 MW | 826 MW | 9. 3. 1971        | 17. 1. 1975      | 14. 11. 1975       |          |
| Takahama-3 | Mitsubishi M312   | 830 MW | 870 MW | 12. 12. 1980      | 9. 5. 1984       | 17. 1. 1985        |          |
| Takahama-4 | Mitsubishi M312   | 830 MW | 870 MW | 19. 3. 1981       | 1. 11. 1984      | 5. 6. 1985         |          |